# چارلی و کارخانه شکلات‌سازی (فیلم)
چارلی و کارخانه شکلات‌سازی (به انگلیسی: Charlie and the Chocolate Factory) یک فیلم فانتزی موزیکال محصول سال ۲۰۰۵ به کارگردانی تیم برتون و نویسندگی جان اوگست و بر اساس رمان کودکان با همان نام در سال ۱۹۶۴ نوشته روالد دال ساخته شده است. در این فیلم جانی دپ در نقش ویلی ونکا، فردی هایمور در نقش چارلی باکت و همچنین دیوید کلی، هلنا بونهام کاتر، نوآ تیلور، میسی پایل‌، جیمز فاکس، دیپ روی و کریستوفر لی به ایفای نقش پرداخته‌اند. داستان آن درباره چارلی است که او در مسابقه‌ای با چهار کودک دیگر برنده می‌شود و توسط ونکا در یک تور در کارخانه‌اش هدایت می‌شود.
توسعه‌ دومین اقتباس از چارلی و کارخانه شکلات‌سازی در سال ۱۹۹۱ آغاز شد که در نتیجه، برادران وارنر کنترل کامل هنری را به املاک دال واگذار کرد. پیش از ورود برتون، کارگردان‌ها و بازیگران مختلفی برای ایفای نقش وانکا در نظر گرفته شده یا مورد بحث قرار گرفته بودند. برتون بلافاصله همکاران همیشگی خود، جانی دپ و دنی الفمن، را به پروژه آورد. چارلی و کارخانه شکلات‌سازی اولین فیلم موزیکالی است که برتون کارگردانی کرده و همچنین اولین بار از زمان کابوس پیش از کریسمس است که الفمن برای موسیقی متن یک فیلم از ترانه‌های نوشته‌شده و صدای خودش استفاده کرده است.
فیلم‌برداری از ژوئن تا دسامبر ۲۰۰۴ در استودیوهای پاین‌وود در بریتانیا انجام شد. برتون به‌جای استفاده از محیط‌های تولیدشده با کامپیوتر، بیشتر از دکورهای ساخته‌شده و جلوه‌های عملی استفاده کرد، چرا که به گفته‌ی او این تصمیم از تأکید کتاب بر بافت الهام گرفته شده بود. اتاق شکلات وانکا در صحنه‌ ۰۰۷ استودیو پاینوود ساخته شد و شامل یک آبشار و رودخانه شکلاتی مصنوعی بود. سنجاب‌ها از زمان تولد آموزش دیدند تا برای حذف وروکا سالت از تور آماده شوند. بازیگر دیپ روی هر یک از اومپا-لومپاها را به صورت جداگانه بازی کرد، به‌جای آن‌که اجرای او به‌صورت دیجیتالی تکثیر شود. برتون این فیلم را هم‌زمان با فیلم پویانمایی استاپ‌موشن عروس مرده، که آن را نیز کارگردانی کرد، ساخت.
شکلات‌های با تم ویلی وانکا به فروش رسیدند و یک مسابقه با عنوان بلیط طلایی به‌عنوان بخشی از کمپین تبلیغاتی فیلم برگزار شد. برنامه‌های اولیه برای تبلیغ فیلم از طریق یک موزیکال تئاتر برادوی به نتیجه نرسید. چارلی و کارخانه شکلات‌سازی در ۱۰ ژوئیه ۲۰۰۵ به نمایش درآمد شد و در ۱۵ ژوئیه در ایالات متحده اکران شد. فیلم با نقدهای مثبتی مواجه شد که به جذابیت بصری و فضای تاریک آن اشاره داشتند. این اثر همچنین در گیشه موفق بود و با فروش ۴۷۵ میلیون دلاری به هشتمین فیلم پرفروش سال ۲۰۰۵ در سراسر جهان تبدیل شد. این فیلم در هفتاد و هشتمین دوره جوایز اسکار نامزد جایزه بهترین طراحی لباس شد در حالی که دپ نیز برای جایزه جایزه گلدن گلوب بهترین بازیگر مرد – فیلم موزیکال یا کمدی نامزد شد. چارلی و کارخانه شکلات‌سازی همچنان دومین فیلم پرفروش تیم برتون تا به امروز محسوب می‌شود.

## داستان
چارلی باکت پسری مهربان و دوست‌داشتنی است که همراه با خانواده‌اش در فقر و نزدیکی کارخانه شکلات‌سازی وانکا زندگی می‌کند. صاحب کارخانه، ویلی وانکا، مدت‌هاست که به دلیل مشکلات ناشی از جاسوسی صنعتی، کارخانه را به روی عموم بسته است؛ مشکلی که باعث شد تمام کارمندانش، از جمله پدربزرگ چارلی، جو، شغل خود را از دست بدهند. در همین حال، پدر چارلی اخیراً شغلش در یک کارخانه خمیردندان‌سازی را از دست داده است، اما این موضوع را به چارلی نمی‌گوید.
یک روز، وانکا اعلام می‌کند که مسابقه‌ای ترتیب داده که در آن پنج بلیط طلایی در شکلات‌های وانکا در سراسر جهان پنهان شده‌اند. برندگان این بلیت‌ها یک تور کامل از کارخانه و همچنین یک عمر شکلات رایگان دریافت می‌کنند و یکی از آنها در پایان تور جایزه‌ای ویژه خواهد برد. فروش شکلات‌های وانکا پس از این اعلامیه به شدت افزایش می‌یابد و چهار بلیط اول توسط آگوستوس گلوپ شکمو، وروکا سالت لوس و پرتوقع، وایولت بورگارد مغرور و علاقه‌مند به جویدن آدامس، و مایک تیوی بداخلاق پیدا می‌شود. چارلی دو بار تلاش می‌کند بلیتی پیدا کند، اما هر دو شکلات خالی از بلیت هستند. پس از شنیدن این خبر که بلیت آخر در روسیه پیدا شده است، چارلی یک اسکناس پیدا می‌کند و سومین شکلات وانکا را می‌خرد. سپس مشخص می‌شود که بلیت روسیه جعلی بوده و چارلی بلیت واقعی را در داخل شکلات پیدا می‌کند. او پیشنهادهای مالی برای فروش بلیت دریافت می‌کند، اما فروشنده به او هشدار می‌دهد که به هیچ وجه بلیت را نفروشد. چارلی بلافاصله به خانه بازمی‌گردد. در ابتدا، او قصد دارد بلیت را برای بهبود وضعیت مالی خانواده بفروشد، اما پس از صحبت‌های دلگرم‌کننده پدربزرگ جرج، تصمیم می‌گیرد بلیت را نگه دارد و پدربزرگ جو را برای همراهی در تور انتخاب می‌کند.
چارلی و دیگر دارندگان بلیت‌های طلایی بیرون از کارخانه با وانکا ملاقات می‌کنند و سپس او آنها را به داخل کارخانه می‌برد. ایرادات شخصیتی هر یک از چهار کودک دیگر باعث می‌شود که آنها تسلیم وسوسه‌های خود شوند و در نتیجه از تور حذف شوند. پس از هر حذف، کارکنان جدید وانکا، اومپا-لومپاها، یک ترانه اخلاقی درباره رفتار آن کودک می‌خوانند. در همین حال، وانکا به گذشته پرمشکل خود فکر می‌کند و به یاد می‌آورد که چگونه پدر دندان‌پزشکش، ویلبور، او را به شدت از خوردن هر نوع شیرینی منع می‌کرد. با این حال، پس از مخفیانه خوردن یک تکه شیرینی، وانکا فوراً به آن علاقه‌مند شد و برای دنبال کردن رویاهایش از خانه فرار کرد. اما وقتی بازگشت، متوجه شد که پدرش و خانه‌شان هر دو ناپدید شده‌اند.
پس از پایان تور، چهار کودکی که حذف شده بودند، با یک ویژگی یا تغییر اغراق‌شده مرتبط با حذف‌شان، کارخانه را ترک می‌کنند. در همین حال، چارلی متوجه می‌شود که وانکا، که اکنون به بازنشستگی نزدیک است، قصد داشت یک وارث شایسته پیدا کند. از آنجایی که چارلی کمترین رفتار ناپسند را در بین پنج کودک داشت، وانکا از او دعوت می‌کند که با او در کارخانه زندگی کند و کار کند، به شرط آنکه خانواده‌اش را ترک کند. چارلی این پیشنهاد را رد می‌کند، زیرا خانواده‌اش مهم‌ترین چیز در زندگی او هستند.
با بهبود وضعیت زندگی چارلی و خانواده‌اش، وانکا دچار افسردگی می‌شود که باعث کاهش فروش و افت شرکتش می‌شود. او در نهایت به چارلی روی می‌آورد و از او مشاوره می‌خواهد. چارلی تصمیم می‌گیرد به وانکا کمک کند تا با پدرش، ویلبور، که از او دور افتاده بود، آشتی کند. در طول این دیدار، چارلی متوجه بریده‌های روزنامه‌ای می‌شود که موفقیت‌های وانکا را نشان می‌دهند و ویلبور آنها را جمع‌آوری کرده است. در نهایت، وانکا ارزش خانواده را درک می‌کند و او و ویلبور آشتی می‌کنند. پس از آن، وانکا به چارلی و خانواده‌اش اجازه می‌دهد که با هم به کارخانه نقل مکان کنند.

## بازیگران
- جانی دپ در نقش ویلی وانکا
- فردی هایمور در نقش چارلی باکت
- دیوید کلی در نقش پدربزرگ جو
- هلنا بونهام کارتر در نقش خانم باکت
- نوآ تیلور در نقش آقای باکت
- میسی پایل در نقش خانم بورگارد
- جیمز فاکس در نقش آقای سالت
- دیپ روی در نقش اومپا-لومپاها (ساخت آواز توسط دنی الفمن)
- کریستوفر لی در نقش دکتر وانکا

دیگر بازیگران عبارت‌اند از آدام گادلی در نقش آقای تیوی و فرانزیسکا تروئنر در نقش خانم گلوپ. چهار برنده دیگر بلیت طلایی، وایولت بورگارد، وروکا سالت، مایک تیوی و آگوستوس گلوپ به ترتیب توسط آناسوفیا راب، جولیا وینتر، جردن فرای و فیلیپ ویگراتس به تصویر کشیده شده‌اند. بلایر دونلوپ نقش ویلی وانکای کودک را بازی می‌کند. پدربزرگ و مادربزرگ باقی‌مانده چارلی، مادربزرگ جورجینا، مادربزرگ جوزفین و پدربزرگ جو توسط لیز اسمیت، ایلین اسل و دیوید موریس به تصویر کشیده شده‌اند. نیتین گاناترا و شلی کان در نقش پرنس و پرنسس پوندیچری ظاهر می‌شوند. جفری هولدر روایت‌گر فیلم است.

## ساخت

### توسعه
نویسنده کتاب، رولد دال، با اقتباس فیلم ۱۹۷۱ مخالفت کرد. برادران وارنر پیکچرز و شرکت بریلستین-گری انترتینمنت در سال ۱۹۹۱ وارد مذاکراتی با خانواده دال شدند تا حقوق ساخت نسخه‌ای دیگر از فیلم چارلی و کارخانه شکلات‌سازی را خریداری کنند. این معامله در سال ۱۹۹۸ نهایی شد و همسر دال، فلیسیتی («لیسی»)، و دخترش، لوسی، کنترل کامل هنری و حق نهایی در انتخاب بازیگران، کارگردان و نویسنده را به دست آوردند. حفاظت سختگیرانه خانواده دال از محتوای اصلی کتاب، دلیل اصلی به برزخ توسعه افتادن ساخت چارلی و کارخانه شکلات‌سازی از دهه ۱۹۹۰ بود.
انگ لی، تری گیلیام، آنتونی مینگلا و اسپایک جونز از جمله کارگردان‌های مورد علاقه خانواده دال برای این پروژه بودند. اسکات فرانک در فوریه ۱۹۹۹ برای نوشتن فیلم‌نامه استخدام شد، پس از آنکه خود او برای این کار به برادران وارنر مراجعه کرد. فرانک که به‌تازگی برای فیلم رده آر جنایی خارج از دید (۱۹۹۸) نامزد اسکار شده بود، قصد داشت روی فیلمی کار کند که فرزندانش بتوانند از آن لذت ببرند. او که طرفدار پر و پا قرص کتاب بود، تصمیم داشت به دیدگاه دال وفادارتر باشد و از اقتباس سال ۱۹۷۱ فاصله بگیرد. نیکلاس کیج برای نقش ویلی وانکا در حال مذاکره بود، اما به‌مرور علاقه خود را از دست داد. گری راس در فوریه ۲۰۰۰ به عنوان کارگردان انتخاب شد، که این موضوع منجر به تکمیل دو پیش‌نویس از فیلم‌نامه توسط فرانک شد. اما در سپتامبر ۲۰۰۱، هر دو پروژه را ترک کردند. برادران وارنر و خانواده دال تمایل داشتند فرانک همچنان در پروژه بماند، اما او به دلیل تضاد زمانی و تعهدات قراردادی در پروژه‌های گزارش اقلیت (۲۰۰۲) و مراقب (۲۰۰۷) نتوانست ادامه دهد.
راب مینکاف در اکتبر ۲۰۰۱ وارد مذاکرات شد تا جایگاه کارگردانی فیلم را بر عهده بگیرد، و گوین لوری در فوریه ۲۰۰۲ استخدام شد تا از ابتدا روی یک فیلم‌نامه جدید کار کند. لوری اظهار داشت که قصد دارد کتاب اصلی را اقتباس کند و از اقتباس فیلم ۱۹۷۱ چشم‌پوشی کند. خانواده دال به‌شدت از لوری حمایت کردند، چرا که تحت تأثیر کار او روی اقتباس دیگری از آثار دال، یعنی نسخه لایو اکشن غول بزرگ مهربان برای پارامونت پیکچرز قرار گرفته بودند، هرچند این پروژه هرگز ساخته نشد (پارامونت که توزیع‌کننده نسخه فیلم ۱۹۷۱ چارلی بود، بعدها حقوق آن را به برادران وارنر فروخت). در آوریل ۲۰۰۲، مارتین اسکورسیزی به‌طور مختصر در این پروژه درگیر شد، اما در نهایت ترجیح داد فیلم هوانورد (۲۰۰۴) را کارگردانی کند. رئیس برادران وارنر، آلن اف. هورن، تمایل داشت که تام شادیاک کارگردانی فیلم را بر عهده گرفته و جیم کری نقش ویلی وانکا را بازی کند، با این باور که این دو می‌توانند چارلی و کارخانه شکلات‌سازی را برای مخاطبان اصلی به اثری مرتبط و جذاب تبدیل کنند، اما لیسی دال با این انتخاب مخالفت کرد.

### پیش‌تولید
در مه ۲۰۰۳، برادران وارنر اعلام کردند که چارلی و کارخانه شکلات‌سازی یکی از فیلم‌های بزرگ و محوری آنها برای سال ۲۰۰۵ خواهد بود. در همان ماه، تیم برتون پس از دریافت تأیید مشتاقانه از سوی خانواده دال برای کارگردانی فیلم انتخاب شد. برتون پروژه چارلی و کارخانه شکلات‌سازی را با روند دشوار توسعه فیلم بتمن (۱۹۸۹)، که خود کارگردانی کرده بود، مقایسه کرد و گفت: «نسخه اسکات فرانک بهترین بود، احتمالاً واضح‌ترین و جالب‌ترین، اما آن را کنار گذاشته بودند.» لیسی دال اظهار داشت که برتون اولین و تنها کارگردانی بود که خانواده دال از او راضی بودند. برتون پیش از این یک اقتباس دیگر از آثار نویسنده کتاب، جیمز و هلوی غول‌پیکر (۱۹۹۶) را تهیه کرده بود و، مانند رولد دال، از فیلم ۱۹۷۱ خوشش نمی‌آمد، زیرا داستان آن از کتاب اصلی فاصله گرفته بود.

وقتی کودک بودم، دال نویسنده‌ای بود که بیشتر از همه با او ارتباط برقرار کردم. او ایده نوشتن ترکیبی از روشنایی و تاریکی را داشت و بدون ساده‌سازی برای بچه‌ها می‌نوشت، با نوعی طنز ناهنجار که بچه‌ها درک می‌کنند. همیشه این سبک را دوست داشتم و این دیدگاه در تمام کارهایی که انجام داده‌ام تأثیرگذار بوده است.

–تیم برتون
در مرحله پیش‌تولید، برتون از خانه سابق دال در روستای گریت میسندن در باکینگهام‌شایر بازدید کرد. لیسی دال به یاد می‌آورد که برتون وارد کلبه نویسندگی مشهور دال شد و گفت: «این همان خانه خانواده باکت است!» و به خودش گفت: «خدا را شکر، کسی این را درک کرد.» لیسی همچنین دست‌نوشته‌های اصلی را به برتون نشان داد، که او متوجه شد از کتاب منتشرشده، سیاسی‌تر و جنجالی‌تر بودند. این دست‌نوشته‌ها شامل کودکی به نام «هرپس» بودند، نامی برگرفته از بیماری آمیزشی.
فیلم‌نامه لوری توسط پاملا پتلر، که با برتون در عروس مرده (۲۰۰۵) همکاری کرده بود، بازنویسی شد، اما کارگردان در دسامبر ۲۰۰۳ جان اوگست، فیلم‌نامه‌نویس ماهی بزرگ، را برای نوشتن فیلمنامه‌ای کاملاً جدید استخدام کرد. هم اوگست و هم برتون از کودکی طرفدار این کتاب بودند. اوگست اولین بار چارلی و کارخانه شکلات‌سازی را در هشت‌سالگی خوانده بود و بعدها برای دال یک نامه طرفداری ارسال کرد. او قبل از استخدام، فیلم ۱۹۷۱ را ندیده بود و وقتی از برتون پرسید آیا باید آن را تماشا کند یا نه، «تیم تقریباً از پشت میز پرید و به من گفت این کار را نکن.» در مورد فرآیند نوشتن فیلمنامه، اوگست گفت: «من واقعاً کتاب را با یک ماژیک مشخص‌کننده خط به خط بررسی کردم و حتی توصیفات کوچک صحنه‌ها را هم تا حد ممکن نگه داشتم تا فیلم تا حد امکان شبیه اثر دال باشد.» فیلم‌نامه چارلی و کارخانه شکلات‌سازی در سه هفته و نیم نوشته شد. برتون و اوگست بسیاری از بخش‌های کتاب را که در اقتباس ۱۹۷۱ وجود نداشت، در فیلم گنجاندند، از جمله ساخت قصر شکلاتی شاهزاده هندی، حضور پدر چارلی و صحنه حمله سنجاب‌ها به وروکا سالت.
با وجود نیت برتون و اوگست برای وفادار ماندن به محتوای اصلی کتاب، آنها برای بررسی تم خانواده از داستان کتاب فاصله گرفتند و به کشف پیشینه ویلی وانکا پرداختند. برتون توضیح داد: «ما عناصر جدیدی اضافه کردیم که در کتاب وجود نداشت، اما همیشه احساس راحتی می‌کردم که همه چیز در روح کتاب بود.» در بررسی دوران کودکی وانکا، برتون و اوگست شخصیت دکتر ویلبور وانکا، پدر مستبد ویلی، را خلق کردند. برتون معتقد بود که این شخصیت پدری به توضیح شخصیت ویلی وانکا کمک می‌کند، وگرنه او صرفاً «یک آدم عجیب» به نظر می‌رسید. این عنصر فیلم برای برتون شخصی نیز بود. در سال ۲۰۰۲، برتون، که تا حدی از والدین خود جدا شده بود، به دیدار مادر در حال احتضارش در دریاچه تاهو رفت و متوجه شد که او پوسترهای تمام فیلم‌هایش را قاب گرفته و روی دیوارهای خانه نصب کرده است. این صحنه در فیلم نیز منعکس شده است، جایی که در پایان مشخص می‌شود دکتر وانکا با مقالات روزنامه‌ای قاب‌شده، موفقیت‌های پسرش را دنبال کرده است. برتون بعدها گفت: «فکر می‌کنم تمام تلاش‌های هنری راهی برای حل مسائل، نوعی درمان، و خیال‌پردازی برای حل مشکلات است. به همین دلیل بود که تصمیم گرفتم این مسئله را این‌طور حل کنم.» خانواده دال درباره اضافه شدن شخصیت ویلبور وانکا مردد بودند، اما در نهایت تصمیم گرفتند از دیدگاه برتون حمایت کنند.
بین برادران وارنر و کارگردان در مورد شخصیت‌پردازی چارلی باکت و ویلی وانکا اختلاف نظر وجود داشت. استودیو تمایل داشت شخصیت آقای باکت به طور کامل حذف شود و ویلی وانکا به عنوان پدر ایده‌آلی به تصویر کشیده شود که چارلی تمام عمر آرزوی داشتن او را داشته است. اما برتون باور داشت که وانکا نمی‌تواند پدر خوبی باشد و او را بیشتر شبیه به یک منزوی می‌دید. برتون گفت: «از بعضی جهات، او بیشتر از بچه‌ها مشکل دارد.» برادران وارنر همچنین می‌خواست چارلی به عنوان یک کودک نابغه به تصویر کشیده شود، اما برتون با این ایده مخالفت کرد. او می‌خواست چارلی یک کودک عادی باشد که در پس‌زمینه داستان قرار بگیرد و به دردسر نیفتد.

### انتخاب بازیگران
پیش از همکاری تیم برتون، برادران وارنر درباره انتخاب ویلی وانکا با بازیگرانی چون بیل مری، کریستوفر واکن، استیو مارتین، رابین ویلیامز، نیکلاس کیج، جیم کری، مایکل کیتون، رابرت دنیرو، برد پیت، ویل اسمیت، مایک مایرز، بن استیلر، لسلی نیلسن، سه عضو گروه کمدی مانتی پایتان (جان کلیز، اریک آیدل و مایکل پیلین)، پاتریک استوارت و آدام سندلر گفتگو یا مذاکره کرده بود. همچنین، گزارش‌هایی وجود داشت که داستین هافمن و مریلین منسون نیز برای ایفای این نقش علاقه‌مند بودند. شرکت تولیدی پیت، پلن بی انترتینمنت، اما همچنان به عنوان شریک مالی برادران وارنر در تولید فیلم باقی ماند. مایکل جکسون نیز به شدت خواهان ایفای نقش ویلی وانکا بود و به طور مخفیانه یک موسیقی متن اصلی برای فیلم در استودیویی کوچک در لس‌ آنجلس ضبط کرد. با این حال، برادران وارنر جکسون را برای این نقش نخواستند و استدلال کردند که حضور او به عنوان نقش اصلی در یک فیلم خانوادگی قابل بازاریابی نخواهد بود. با این وجود، آنها به شدت تحت تأثیر موسیقی متن قرار گرفتند و پیشنهاد خرید این آهنگ‌ها را به همراه یک نقش کوچک دیگر در فیلم به جکسون دادند. جکسون از این پیشنهاد ناراحت شد و آهنگ‌ها را کنار گذاشت.
برتون تنها جانی دپ را برای این نقش در نظر داشت، هرچند اگر دپ در دسترس نبود، دواین جانسون گزینه دوم او بود. این نخستین بار بود که برتون برای انتخاب دپ با مخالفت استودیو مواجه نشد، زیرا موفقیت بزرگ دزدان دریایی کارائیب (۲۰۰۳) باعث شد برادران وارنر از حضور دپ در نقش اصلی هیجان‌زده شود. دپ قصد داشت شخصیت وانکا را کاملاً متفاوت از نسخه جین وایلدر در اقتباس فیلم ۱۹۷۱ به تصویر بکشد. دپ و برتون شخصیت ویلی وانکا را از مجریان برنامه‌های تلویزیونی کودکانه مانند باب کیشان از کاپیتان کانگورو، فرد راجرز و ال لوئیس از نمایش عمو ال الهام گرفتند. دپ همچنین از مجریان مسابقات تلویزیونی ایده گرفت. برتون در خاطرات کودکی‌اش از این شخصیت‌ها به عنوان افرادی عجیب اما تاثیرگذار یاد کرد و گفت: «یادم می‌آید مردی با کلاه کلانتر یا کسی با کت‌وشلوار عجیب یا کاپیتان کانگورو را می‌دیدم، مردی با مدل موی عجیب، سبیل و خط ریش. و وقتی به گذشته فکر می‌کنی، می‌گویی: 'این چه بود؟' اما آنها تاثیر عمیقی بر تو می‌گذاشتند.» دپ مدل موی کوتاه و عینک آفتابی اغراق‌شده وانکا را از آنا وینتور، سردبیر مجله ووگ الهام گرفت. به گفته دپ، «مدل مویی که تصور کردم شبیه مدل موی پرنس ولیانت بود، چتری‌های بلند و موی کوتاه، خیلی اغراق‌شده و نه‌چندان جذاب، اما چیزی که وانکا احتمالاً فکر می‌کند باحال است چون مدت‌ها در انزوا بوده و درک درستی ندارد، مثل زبان عامیانه قدیمی که استفاده می‌کند.» دپ همچنین صدای منحصربه‌فرد وانکا را بر اساس تصور خود از نحوه صحبت کردن جرج دابلیو. بوش هنگام استفاده از مواد مخدر طراحی کرد.
برای انتخاب بازیگران نقش چارلی باکت، وایولت بورگارد، وروکا سالت، و مایک تیوی، فراخوان‌های بازیگری در ایالات متحده و بریتانیا برگزار شد، در حالی که انتخاب آگوستوس گلوپ در آلمان انجام شد. برتون گفت که به دنبال بازیگرانی بود که «چیزی از شخصیت‌های داستان درونشان باشد» و به گفته او، مایک تیوی سخت‌ترین شخصیتی بود که باید برای آن بازیگر پیدا می‌کرد. برتون برای نقش چارلی با مشکل مواجه بود تا اینکه دپ، که با فردی هایمور در در جستجوی ناکجاآباد (۲۰۰۴) همکاری کرده بود، او را برای این نقش پیشنهاد داد. هایمور قبلاً کتاب چارلی و کارخانه شکلات‌سازی را خوانده بود، اما تصمیم گرفت قبل از تست بازیگری دوباره آن را بخواند. این بازیگر نسخه اصلی فیلم را ندیده بود و تصمیم گرفت تا پایان تولید فیلم برتون نیز آن را نبیند تا تصویرسازی‌اش تحت تأثیر قرار نگیرد. پیش از آنکه آدام گادلی به طور رسمی برای نقش آقای تیوی انتخاب شود، تیم آلن، ری رومانو، و باب سگت نیز برای این نقش در نظر گرفته شده بودند. همچنین، گریگوری پک به عنوان یکی از گزینه‌های بازی در نقش پدربزرگ جو مطرح بود، اما پیش از آنکه بتواند نقش را بپذیرد، درگذشت.

### طراحی
طراح تولید، الکس مک‌داول، زیبایی‌شناسی بصری چارلی و کارخانه شکلات‌سازی را «ترکیبی از هنر پاپ سایکدلیا و قابل‌بادشدن با فضای مسابقه فضایی دهه ۱۹۶۰ میان روسیه و آمریکا» توصیف کرد. تیم برتون خواستار فضایی مبهم برای فیلم بود تا کیفیتی افسانه‌ای مشابه کتاب به آن ببخشد. مک‌داول چندین شهر صنعتی در شمال انگلستان را بررسی کرد، اما به این نتیجه رسید که مکان‌های واقعی برای سبک بصری مورد نظر برتون، به اندازه کافی شیک به نظر نمی‌رسند. او گفت: «برگشتیم به پاین‌وود برای ساختن چیزی که در بیرون غم‌انگیز، خیس و افسرده‌کننده به نظر برسد اما در داخل، به شکلی باورپذیر به یک پادشاهی جادویی تبدیل شود.» طراحی شهر فیلم تحت تأثیر عکاسی سیاه‌وسفید شهری بیل برانت و همچنین شهرهایی مانند پیتسبرگ و انگلستان شمالی بود. این شهر مانند یک روستای قرون‌وسطایی طراحی شده است، به‌گونه‌ای که عمارت وانکا در بالای آن و کلبه خانواده باکت در پایین قرار دارد. در تطابق با فضای مبهم فیلم، ماشین‌ها در وسط خیابان‌ها حرکت می‌کنند. مکان‌های ساخته‌شده در استودیوهای پاین‌وود شامل حیاط کارخانه، چندین خیابان، تقریباً پنجاه خانه شهری، بیست مغازه و کلبه خانواده باکت بود. این شهر به طور تصادفی در همان مکانی ساخته شد که برتون قبلاً برای ساخت گاتهام سیتی در فیلم بتمن (۱۹۸۹) از آن استفاده کرده بود. خانه خانواده باکت از کلبه نوشتن مشهور رولد دال الهام گرفته شده بود، در حالی که نمای بیرونی کارخانه وانکا بر اساس معماری فاشیستی طراحی شده بود. برتون توضیح داد: «برای کارخانه وانکا، می‌خواستیم ساختمانی داشته باشیم که نوعی خوش‌بینی و قدرت شبیه سد هوور داشته باشد، اما وقتی هوا تاریک می‌شود، کمی هراس‌انگیز به نظر برسد.»
برای طراحی صحنه‌های کارخانه وانکا، برتون ترجیح داد از صحنه‌های بسته ۳۶۰ درجه استفاده کند زیرا این نوع طراحی محیطی کامل فراهم می‌آورد و از حضور بازدیدکنندگان جلوگیری می‌کرد. اتاق اختراعات از مواد زائد صنعت هوانوردی، ماشین‌آلات شکلات‌سازی معیوب و قطعات خودروهای قدیمی ساخته شده بود. مک‌داول طراحی اتاق آجیل را به یک بیمارستان با پایان‌بندی پلاستیکی و رنگ‌های استریل تشبیه کرد. تیم تولید طرح اتاق آجیل را به سرعت نهایی کرد، اما انتخاب طرح رنگی آن زمان بیشتری برد. این اتاق باید در ارتفاع ساخته می‌شد تا گودالی که وروکا سالت باید از آن سقوط می‌کرد را در نظر بگیرد. طراحی اتاق تلویزیون به طور مستقیم از کتاب اقتباس شده بود، اگرچه ۲۰۰۱: ادیسه فضایی (۱۹۶۸) و تی‌اچ‌اکس ۱۱۳۸ (۱۹۷۱) نیز الهام‌بخش طراحی این بخش بودند. طراحی هر صحنه بر سبک موسیقی ترانه‌های اومپا-لومپا تأثیر می‌گذاشت.
اتاق شکلات وانکا در استیج ۰۰۷ استودیوهای پاین‌وود ساخته شد، که یکی از بزرگ‌ترین استودیوهای صدای دنیا است. بخش‌هایی از چمن مصنوعی بر روی بلوک‌های فوم پلی‌استایرن قرار داده شد که شکل مناظر را ایجاد می‌کردند. برای ساخت رودخانه شکلات، مک‌داول تأکید داشت که رودخانه باید به گونه‌ای به نظر برسد که قابل خوردن باشد و گفت: «در فیلم اول، خیلی بی‌مزه است.» طبق گفته تیم برتون، «چیزی که برای من مهم بود این بود که می‌خواستیم رودخانه شکلاتی واقعاً حس شکلاتی داشته باشد، وزنی داشته باشد و فقط آب قهوه‌ای نباشد. به همین دلیل تلاش کردیم از یک جایگزین واقعی شکلات استفاده کنیم تا حرکت و بافتی به آن بدهیم.» جوس ویلیامز نظارت بر ایجاد مخلوط شکلات مصنوعی را بر عهده داشت و ماه‌ها زمان برد تا یک ماده خوراکی غیر سمی با قوام مناسب ایجاد شود. مخلوط نهایی که توسط یک شرکت شیمیایی مستقر در بریتانیا به نام ویکرز توسعه داده شد، ترکیبی از آب و یک عامل غلیظ‌کننده به نام ناتروسول بود که برای رسیدن به رنگ قهوه‌ای از رنگ خوراکی استفاده شد. رودخانه شکلاتی ۲۷۰ فوت (۸۲ متر) طول، ۶ فوت (۱٫۸ متر) عمق داشت و شامل ۱۹۲,۰۰۰ گالن آمریکایی (۷۳۰,۰۰۰ لیتر) شکلات مصنوعی بود، در حالی که ۳۰,۰۰۰ گالن آمریکایی (۱۱۰,۰۰۰ لیتر) از همان ماده برای ساخت آبشار استفاده شد. قایق وانکا که توسط شخصیت‌ها برای سفر در رودخانه شکلاتی استفاده می‌شد، ۲۰ هفته زمان برد تا ساخته شود و ۵۴ اومپا-لومپا انیماترونیک در آن گنجانده شده بود، همراه با مکانیزم داخلی پارو زدن.
کالین اتوود، که به عنوان طراح لباس در تمام فیلم‌های لایو اکشن تیم برتون از اد وود (۱۹۹۴) تا دامبو (۲۰۱۹) حضور داشت، قرار بود دوباره در نقش خود در چارلی و کارخانه شکلات‌سازی بازگردد، اما در نهایت به دلایل شخصی از این کار امتناع کرد. سپس برتون طراح لباس ایتالیایی، گابریلا پسکوچی را انتخاب کرد. ده کت و پالتو مختلف طراحی شدند تا ظاهری مناسب برای ویلی وانکا پیدا شود. پسکوچی لباس‌های فیلم را «معاصر اما با استایل‌های قدیمی» توصیف کرد. دستکش‌های لاتکس وانکا، که برتون آنها را به عنوان نمادی از جدا بودن وی از جامعه اضافه کرده بود، توسط یک شرکت لباس‌سازی در لندن که به فتیش لاتکس بی‌دی‌اس‌ام می‌پرداخت، تهیه شد.

### فیلم‌برداری
تصویربرداری اصلی چارلی و کارخانه شکلات‌سازی در ۲۱ ژوئن ۲۰۰۴ آغاز شد. در حالی که صحنه‌های اصلی در استودیوهای پاین‌وود در انگلستان فیلم‌برداری شد، گروه تولید همچنین در چندین مکان در سراسر کشور فیلم‌برداری کردند. کارخانه خمیر دندان در یک کارخانه کامپ‌ایر در های ویکام ضبط شد، و عمارت وروکا سالت برای صحنه‌های داخلی در خانه هاتفیلد و برای صحنه‌های خارجی در پارک وروتهام فیلم‌برداری شد. تصاویر ابتدایی نیز در آلمان، یمن، و ایالات متحده گرفته شدند. تیم برتون به طور همزمان چارلی و کارخانه شکلات‌سازی را همراه با فیلم عروس مرده (۲۰۰۵) ساخت. آهنگساز دنی الفمن، فیلمنامه‌نویس جان اوگست، و طراح تولید الکس مک‌داول در هر دو فیلم نقش مشابهی داشتند. همچنین جانی دپ، هلنا بونهام کارتر، دیپ روی، و کریستوفر لی صدای خود را برای عروس مرده طی فیلم‌برداری چارلی ضبط کردند.
تیم برتون تلاش کرد از استفاده بیش از حد از جلوه‌های دیجیتال اجتناب کند تا به تأکید کتاب اصلی بر بافت و جزئیات وفادار بماند و همچنین به این دلیل که می‌خواست بازیگران جوان احساس کنند در محیطی واقعی کار می‌کنند. به همین دلیل، تکنیک‌های پرسپکتیو اجباری، وسایل صحنه بزرگ‌تر از اندازه و مدل‌های مقیاسی برای جایگزینی تصویر تولیدشده توسط کامپیوتر (سی‌جی‌آی) استفاده شدند. برای مثال، در صحنه‌های مربوط به لومپالند و کاخ هندی از نقاشی‌های مات استفاده شد. با این حال، برخی صحنه‌ها به دلیل غیرممکن بودن اجرای واقعی، مجبور به استفاده از سی‌جی‌آی شدند. شرکت مووینگ پیکچر مسئول خلق محیط‌های کاملاً دیجیتالی برای صحنه‌هایی مانند سفر با قایق و تور آسانسور شیشه‌ای شد. روش‌های عملی برای صحنه باد کردن وایولت بورگارد آزمایش شدند، اما برتون از نتیجه راضی نبود و تصمیم گرفت این صحنه را با استفاده از سی‌جی‌آی اجرا کند. همچنین رنگ‌پریدگی صورت ویلی وانکا در مرحله پس‌تولید انجام شد. در این فرآیند، با استفاده از کالرفرانت، چهره دپ در هر صحنه شناسایی شده و رنگ آن کاهش داده شد.
دیپ روی برای بازی در نقش اومپا-لومپاها انتخاب شد، به دلیل همکاری‌های قبلی‌اش با تیم برتون در فیلم‌های سیاره میمون‌ها (۲۰۰۱) و ماهی بزرگ (۲۰۰۳). روی توانست نقش‌های مختلف اومپا-لومپا را با استفاده از تکنیک‌های فیلم‌برداری با صفحه شکاف‌دار، جلوه‌های دیجیتال و جلوه‌های تصویری اجرا کند. روی درباره این نقش گفت: «تیم به من گفت که اومپا-لومپاها مانند ربات‌ها برنامه‌ریزی شده‌اند—همه کاری که انجام می‌دهند فقط کار، کار، کار است. بنابراین وقتی نوبت به رقصیدن می‌رسد، آن‌ها مثل یک گروه منظم عمل می‌کنند و همگی همان حرکات را انجام می‌دهند.» روی که در مجموع ۱۶۵ شخصیت اومپا-لومپا را در فیلم ایفا کرد، طی فرآیند تولید با یک برنامه سخت و طاقت‌فرسا روبرو شد. او باید به طور منظم با یک مربی شخصی تمرین پیلاتس می‌کرد و رژیم غذایی خاصی را دنبال می‌کرد تا ظاهر او در طول فیلم‌برداری بدون تغییر باقی بماند. با وجود اینکه تجربه حرفه‌ای در رقص نداشت، هر شماره موسیقی شامل او نیاز به یک ماه تمرین داشت و فیلم‌برداری آنها در مجموع شش ماه به طول انجامید. تیم برتون، در اشاره به زحمات روی در طول تولید، او را «سخت‌کوش‌ترین مرد در صنعت نمایش» نامید.
برای به تصویر کشیدن صحنه‌ سقوط و شکست ورکا سالت به دست صد سنجاب، تیم برتون تصمیم گرفت که از حیوانات واقعی استفاده کند. او با مربی حیوانات فیلم، مایک الکساندر، مشورت کرد تا تعیین کند کدام بخش‌های این صحنه می‌تواند با سنجاب‌های زنده اجرا شود. برای این منظور، چهل سنجاب نجات‌یافته طی ۱۹ هفته آموزش دیدند. در سه هفته‌ ابتدایی، تلاش شد که حیوانات به قفس‌ها و مربیان خود عادت کنند. پس از آن، سنجاب‌ها با ابزارهای مورد استفاده در فیلم آشنا شدند و آموزش دیدند که چگونه روی یک چهارپایه بنشینند، یک گردو را ضربه زده و سپس باز کنند و مغز آن را روی یک نوار نقاله قرار دهند. به گفته‌ الکساندر، باهوش‌ترین سنجاب‌ها برای شکستن گردو انتخاب شدند، در حالی که آنهایی که با این کار مشکل داشتند، در گروهی جداگانه قرار گرفتند که روی زمین می‌دویدند و به بدل‌کار ورکا حمله می‌کردند. برای صحنه‌هایی که نیاز بود سنجاب‌ها تعامل نزدیکی با ورکا داشته باشند، از سنجاب‌های کامپیوتری طراحی‌شده توسط فریم‌استور سی‌اف‌سی استفاده شد. برخی از این صحنه‌ها نیاز به صد سنجاب پویانمایی داشتند، در حالی که مدل‌های نمای نزدیک دارای پنج میلیون موی کامپیوتری بودند تا واقعی به نظر برسند. همچنین، از سنجاب‌های انیماترونیک در پس‌زمینه‌ صحنه‌ها استفاده شد، جایی که سنجاب زنده در حال انجام کار شکستن گردو بود.
در جریان فیلم‌برداری، چندین چالش به وجود آمد. منظره‌ ظریف اتاق شکلات، تیم تولید را با مشکلاتی مواجه کرد. فیلم‌بردار فیلیپ روسولو یادآوری می‌کند: «این صحنه برای فیلم‌برداری بسیار غیرعملی بود، زیرا تمام آن پر از انحنا و بسیار شکننده بود—به‌محض این‌که روی چمن قدم می‌گذاشتید، آن را خراب می‌کردید.» برای حل این مشکل، روسولو از یک سیستم دوربین معلق به نام کابل‌کم استفاده کرد. با این حال، یک‌ بار دوربین به درستی به سیستم متصل نشده بود و به درون رودخانه‌ شکلات مصنوعی سقوط کرد. این حادثه موجب تخریب دوربینی به ارزش ۵۴۰,۰۰۰ دلار شد و باعث تأخیر در تولید شد. یکی دیگر از موانع در فیلم‌برداری، قوانین اتحادیه‌ بازیگران بریتانیا بود که بیان می‌کرد کودکان تنها می‌توانند چهار و نیم ساعت در روز کار کنند. با وجود این چالش‌ها، فرآیند فیلم‌برداری چارلی و کارخانه شکلات‌سازی طی شش ماه به پایان رسید و در دسامبر ۲۰۰۴ خاتمه یافت. تیم برتون ادعا کرد که فیلم‌برداری حتی زودتر از برنامه‌ریزی به پایان رسید.

### موسیقی
دنی الفمن، مشابه تیم برتون، هیچ تعلق احساسی به ویلی وانکا و کارخانه شکلات‌سازی (۱۹۷۱) نداشت. به گفته‌ی الفمن: «برایم سخت نبود که خودم را از آن [آهنگ‌های اصلی] جدا کنم. چند بار با چنین چیزی مواجه شده‌ام. می‌دانید که با چیزی مواجهید که افراد زیادی را عصبانی می‌کند، و شما نباید به آن فکر کنید.» از آنجا که شماره‌های موزیکال اومپا-لومپاها نیاز به طراحی حرکات پیچیده و فیلم‌برداری در صحنه داشت، الفمن مجبور شد این آهنگ‌ها را پیش از آغاز فیلم‌برداری بسازد. او همچنین این آهنگ‌ها را به‌طور همزمان با موسیقی فیلم عروس مرده ساخت. در مراحل اولیه تصمیم گرفته شد که الفمن تمام آوازهای اومپا-لومپاها را اجرا کند. این تصمیم با توجه به ماهیت یکسان اومپا-لومپاها توجیه شد و از تغییرات در زیر و بم صدا برای نمایش خوانندگان مختلف استفاده شد. چارلی و کارخانه شکلات‌سازی اولین بار از زمان کابوس پیش از کریسمس (۱۹۹۳) بود که الفمن در یک موسیقی متن از آهنگ‌های نوشته‌شده و صدای خود استفاده کرد.
اولین آهنگ ساخته‌شده، «آگوستوس گلوپ» بود که به پیشنهاد دیپ روی به‌صورت یک نمایش بالیوودی طراحی شد. الفمن درباره این موضوع گفت: «رویکرد اولیه‌ام این بود که یک سبک موسیقی پیدا کنم و آن را به تمام آهنگ‌ها اعمال کنم. اما تیم گفت: 'نه، نه، نه، نه... ما کاملاً آن را متنوع می‌کنیم!' 'من هم گفتم: «عالیه، بریم جلو.'» به پیشنهاد برتون، هر یک از آهنگ‌های اومپا-لومپاها بازتاب‌دهنده یک سبک موسیقی متفاوت بود: «وایولت بورگارد» سبک فانک دهه ۱۹۷۰، «وروکا سالت» سایکدلیک پاپ و بابلگام دهه ۱۹۶۰ و مایک تیوی ادای احترامی به هارد راک اواخر دهه ۱۹۷۰ به‌ویژه کوئین و گروه‌های هیر باند دهه ۱۹۸۰ است. هر چهار آهنگ از اشعار مستقیم کتاب رولد دال استفاده می‌کنند و به همین دلیل اشعار به دال اعتبار داده شده است. الفمن توضیح داد که برای جلوگیری از طولانی شدن هر آهنگ، او تنها بخش‌هایی از اشعار کتاب را انتخاب کرد، زیرا استفاده کامل از اشعار هر آهنگ را به ده دقیقه می‌رساند. تنها آهنگی که نیاز به بازنویسی جزئی داشت «وایولت بورگارد» بود، چراکه در کتاب، این آهنگ درباره دختری بود که آدامس می‌جوید، نه خود وایولت بورگارد. آهنگ دیگر که به اجراهای صوتی نیاز داشت، «آهنگ خوشامد وانکا» بود که به همکاری با جان اوگت، فیلم‌نامه‌نویس، نوشته شد.
علاوه بر آهنگ‌های اومپا-لومپا، دنی الفمن یک موسیقی متن کامل برای فیلم خلق کرد که بر اساس سه تم اصلی ساخته شده بود: تمی ملایم خانوادگی برای خانواده باکت‌ که عمدتاً در سازهای بادی چوبی اجرا می‌شود؛ والسی اسرارآمیز و مبتنی بر سازهای زهی برای شخصیت ویلی وانکا؛ تم پرانرژی کارخانه برای ارکستر کامل که با نمونه‌های سینث‌سایزر ساخت خود الفمن و صدای سرودگونه اومپا-لومپاها همراه است. الفمن و برتون در ایده‌های خود برای موسیقی عنوان اصلی فیلم تفاوت نظر داشتند: الفمن چیزی رویایی‌تر تصور می‌کرد، درحالی‌که برتون چیزی پرانرژی می‌خواست. در یکی از صحنه‌های فیلم، قطعه چنین گفت زرتشت اثر ریشارد اشتراوس به‌عنوان ارجاع مستقیمی به فیلم ۲۰۰۱: ادیسه فضایی (۱۹۶۸) پخش می‌شود. همچنین، هنگام معرفی خود به برندگان بلیت طلایی، ویلی وانکا جمله‌ای از آهنگ «صبح بخیر استارشاین» از موزیکال هیر محصول ۱۹۶۷ نقل می‌کند.
آلبوم موسیقی متن اصلی چارلی و کارخانه شکلات‌سازی در ۱۲ ژوئیه ۲۰۰۵ توسط وارنر سانست رکوردز منتشر شد. داگ آدامز از فیلم اسکور مانثلی درباره آهنگ‌های اومپا-لومپا گفت: «هر قطعه شامل چیزی است که دیگر قطعات ندارند؛ ریتم‌ها، هوک‌ها یا هارمونی‌هایی که به شیوه خاص و غیرقابل تقلید الفمن به نظر می‌رسد هم بازسازی و هم مفاهیمی کاملاً اصیل هستند.» وبگاه فیلم‌ترکز موسیقی متن را یک اثر «ریتمیک محور» توصیف کرد که به دلیل ماهیت مکانیکی کارخانه، از گرایش‌های معمول الفمن به سمت تم‌های آرام‌تر و احساسی‌تر فاصله گرفته است. آهنگ «آهنگ خوشامد وانکا» نیز نامزد دریافت جایزه گرمی در بخش بهترین آهنگ نوشته شده برای رسانه‌های تصویری شد. دنی الفمن بعدها از پروژه چارلی و کارخانه شکلات‌سازی به‌عنوان یکی از سرگرم‌کننده‌ترین پروژه‌هایی که در آن حضور داشته یاد کرد.
در سال ۲۰۱۰، سیزده قطعه منتشرنشده از این موسیقی متن به همراه مجموعه بیست و پنجمین سالگرد جعبه موسیقی دنی الفمن و تیم برتون ارائه شد. علاوه بر این قطعات، نسخه‌های بی‌کلام «آهنگ خوشامد وانکا» و آهنگ‌های اومپا-لومپا و همچنین چندین نسخه آزمایشی نیز در این مجموعه گنجانده شدند.

## انتشار

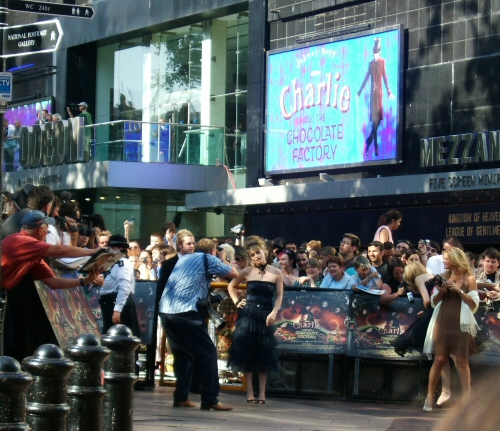
هلنا بونهام کارتر در اولین اکران فیلم در لندن عکس‌برداری شده است.

چارلی و کارخانه شکلات‌سازی اولین نمایش خود را در سالن نمایش چینی گرامن در ۱۰ ژوئیه ۲۰۰۵ برگزار کرد. این رویداد با هدف جمع‌آوری کمک مالی برای بنیاد میک اِ ویش برگزار شد. علاوه بر بازیگران و عوامل فیلم، افراد مشهوری همچون جان استیموس، ست گرین، لیسا رینا، هری هملین، لری کینگ، فرانکی میونیز، اما رابرتس، فرد درست خواننده اصلی لیمپ بیزکت و بریتنی اسپیرز نیز در این مراسم حضور داشتند. فیلم در ۱۵ ژوئیه ۲۰۰۵ در ایالات متحده در ۳,۷۷۰ سینما اکران شد. همچنین نسخه دیجیتال بازسازی‌شده آن به‌طور همزمان در ۶۵ سالن آی‌مکس در آمریکای شمالی نمایش داده شد. در انگلستان، این فیلم در ۱۷ ژوئیه، تنها ده روز پس از بمب‌گذاری‌های لندن در ۷ ژوئیه در میدان لستر به نمایش درآمد و در ۲۹ ژوئیه به‌طور گسترده در ۵۳۱ سالن سینما اکران شد.
انتشار چارلی و کارخانه شکلات‌سازی باعث افزایش علاقه عمومی به کتاب رولد دال در سال ۱۹۶۴ شد، به‌طوری که این کتاب از ۳ ژوئیه تا ۲۳ اکتبر ۲۰۰۵ در فهرست کتاب‌های پرفروش نیویورک تایمز قرار گرفت. علاوه بر این، نسخه ۱۹۷۱ فیلم نیز دوباره مورد توجه قرار گرفت. مایکل بلنر، که نقش آگوستوس گلوپ را در نسخه ۱۹۷۱ بازی کرده بود، اشاره کرد که این نسخه قدیمی‌تر تا زمان انتشار فیلم برتون در آلمان چندان شناخته‌شده نبود.

### بازاریابی
در اوایل توسعه چارلی و کارخانه شکلات‌سازی در فوریه ۲۰۰۰، برادران وارنر اعلام کرد که قصد دارد پس از اکران فیلم، یک نمایش موزیکال برادوی بر اساس آن تولید کند. این استودیو در مه ۲۰۰۳ بار دیگر علاقه خود را به این پروژه تأیید کرد؛ اما این ایده تا زمان آغاز فیلم‌برداری در ژوئن ۲۰۰۴ به تعویق افتاد. پوستر اولیه تبلیغاتی این فیلم در نوامبر ۲۰۰۴ منتشر شد و تیزر تریلر آن ماه بعد در کنار اکران قطار سریع‌السیر قطبی (۲۰۰۴) به نمایش درآمد. تریلر کامل‌تر فیلم در مه ۲۰۰۵ ابتدا به‌صورت انحصاری از طریق مووی‌فون منتشر شد و سپس همراه با اکران ماداگاسکار (۲۰۰۵) در سینماها نمایش داده شد.
محور اصلی تبلیغات مرتبط با چارلی و کارخانه شکلات‌سازی بر شرکت ویلی وانکا کندی، یکی از بخش‌های نستله، متمرکز بود. مجموعه‌ای محدود از شکلات‌های تخته‌ای وانکا به بازار عرضه شد که در فیلم نقش برجسته‌ای داشتند. با الهام از داستان اصلی فیلم، شرکت وانکا مسابقه‌ای مشابه با بلیت‌های طلایی در محصولات خود از جمله شکلات تخته‌ای وانکا، دوناتز، لافی تافی، نردس و اسویتارتز برگزار کرد. جوایز این مسابقه شامل سفر به اروپا، بازدید از یک استودیو پویانمایی، شرکت در کمپ ورزشی، یک خرید لوکس، و ۱۰,۰۰۰ دلار پول نقد بود. در مجموع، ۶۰ میلیون بسته از این محصولات در این قرعه‌کشی شرکت داده شدند. این مسابقه در ۲۸ ژوئن، پس از اعلام آن در برنامه تودی شو، به طور رسمی آغاز شد و اولین برندگان در ۸ ژوئیه معرفی شدند. علاوه بر نستله، هاستیس محصولات شکلاتی ویژه‌ای به نام شوکولیشز وانکاکیکز عرضه کرد و رستوران‌های وندیز اسباب‌بازی‌های مخصوص وعده‌های کودکان مرتبط با فیلم ارائه دادند. سایر شرکای تبلیغاتی شامل کارلسون، گروه پنگوئن، بوردرز، بارنز اند نوبل و امریکن اکسپرس بودند.
همزمان با اکران چارلی و کارخانه شکلات‌سازی در ایالات متحده، یک بازی ویدئویی با همین نام برای پلتفرم‌های ایکس‌باکس، پلی‌استیشن ۲، گیم‌کیوب، گیم بوی ادونس و مایکروسافت ویندوز منتشر شد. صداپیشگان فیلم در این بازی نیز حضور داشتند، به استثنای جانی دپ که جای او را جیمز آرنولد تیلور گرفت. این بازی به طور کلی نقدهای منفی از منتقدان دریافت کرد، اما موسیقی متن اثر وینیفرد فیلیپس با استقبال مواجه شد و مورد تحسین قرار گرفت.

### گیشه
اگرچه چارلی و کارخانه شکلات‌سازی در همان روزی که مهمانان ناخوانده عروسی اکران شد و کمتر از یک هفته پس از انتشار چهار شگفت‌انگیز به نمایش درآمد، رقیب اصلی آن در اولین آخر هفته اکران، انتشار ششمین جلد از مجموعه کتاب‌های هری پاتر بود. این فیلم در اولین آخر هفته اکران خود در ایالات متحده، ۵۶,۱۷۸,۴۵۰ دلار درآمد داشت و به پنجمین افتتاحیه پرفروش سال ۲۰۰۵ تبدیل شد و به مدت دو هفته پرفروش‌ترین فیلم باقی ماند. از این میزان، ۲٫۲ میلیون دلار به فروش در ۶۵ سالن آی‌مکس اختصاص داشت که در آن زمان گسترده‌ترین اکران آی‌مکس داخلی محسوب می‌شد. این فیلم در زمان اکران، رکورد بالاترین درآمد افتتاحیه برای جانی دپ را شکست و از درآمد افتتاحیه دزدان دریایی کارائیب که ۴۶,۶۳۰,۶۹۰ دلار بود، پیشی گرفت. همچنین رکورد بهترین افتتاحیه ماه جولای برای یک فیلم با درجه پی‌جی را به نام خود ثبت کرد. طبق نظرسنجی‌های استودیویی در اولین آخر هفته اکران، ۵۴٪ مخاطبان فیلم زیر ۱۸ سال بودند و اکثریت تماشاگران را زنان تشکیل می‌دادند.

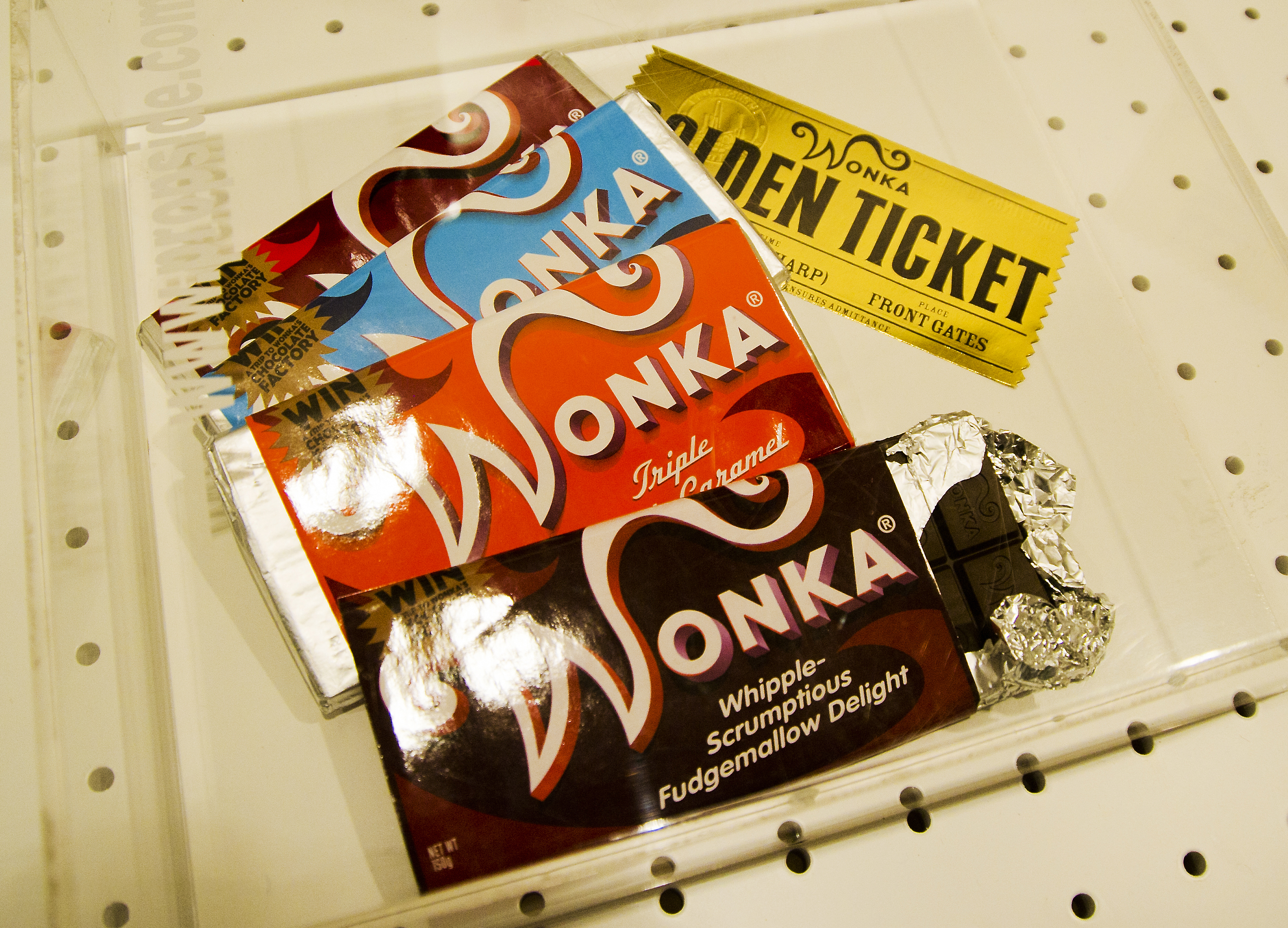
مجموعه محدودی از شکلات‌های تخته‌ای وانکا به عنوان بخشی از کمپین بازاریابی فیلم منتشر شد.

این فیلم در افتتاحیه خود در بریتانیا با درآمد ۳۷٫۳ میلیون دلار حتی خوش‌بینانه‌ترین پیش‌بینی‌های صنعت سینما را پشت سر گذاشت. این فیلم در کشورهایی مانند فرانسه، اسپانیا، استرالیا و مکزیک عملکرد بسیار خوبی داشت، اما در آلمان کمتر از حد انتظار ظاهر شد. در پایان نمایش سینمایی، فیلم در ایالات متحده ۲۰۶,۴۵۹,۰۷۶ دلار و در بازارهای بین‌المللی ۲۶۹,۳۳۶,۴۰۸ دلار فروش کرد و مجموعاً به درآمد جهانی ۴۷۵,۸۲۵,۴۸۴ دلار رسید.
در زمان اکران، چارلی و کارخانه شکلات‌سازی پنجاه‌وهشتمین فیلم پرفروش تاریخ بود. به‌طور جهانی، هشتمین فیلم پرفروش سال ۲۰۰۵ بود، در حالی که در ایالات متحده هفتمین و در بریتانیا چهارمین فیلم پرفروش سال به‌شمار می‌رفت. این فیلم همچنان هجدهمین فیلم موزیکال پرفروش تاریخ بدون احتساب تورم محسوب می‌شود و دومین فیلم پرفروش تیم برتون پس از آلیس در سرزمین عجایب (۲۰۱۰) است. همچنین، هشتمین فیلم پرفروش در کارنامه جانی دپ به‌شمار می‌رود. فوربز موفقیت این فیلم را به محبوبیت اوج جانی دپ و تیم برتون در سال ۲۰۰۵ نسبت داده است.

### رسانه خانگی
چارلی و کارخانه شکلات‌سازی در ۸ نوامبر ۲۰۰۵ بر روی وی‌اچ‌اس و دی‌وی‌دی عرضه شد. نسخه تک‌دیسک شامل دو ویژگی خاص بود: یک آموزش رقص اومپا-لومپا و مستند «تبدیل شدن به اومپا-لومپا» که تجربه دیپ روی در طول تولید فیلم را به تصویر می‌کشید. یک نسخه دو دیسکی نیز منتشر شد که شامل شش مستند پشت صحنه اضافی بود: «رویای شکلاتی»، بررسی نگارش فیلم‌نامه و چشم‌انداز تیم برتون برای فیلم؛ «چهره‌های متفاوت، مزه‌های متفاوت»، بررسی شخصیت‌های داستان؛ «شکلات طراح»، جزئیاتی از طراحی تولید و لباس‌ها؛ «صداهای شیرین»، چگونگی خلق آهنگ‌های اومپا-لومپا توسط دنی الفمن؛ «زیر لفاف»، بررسی جلوه‌های عملی و دیجیتال فیلم؛ «حمله سنجاب‌ها»، نمایش چگونگی استفاده از سنجاب‌های واقعی برای صحنه حذف وروکا سالت. نسخه دو دیسکی همچنین شامل بازی‌ها و ویژگی‌های دی‌وی‌دی-رام بود. با این حال، فروش دی‌وی‌دی این فیلم کمتر از حد انتظار بود و تا سال ۲۰۱۰ به ۱۶ میلیون دلار رسید.
این فیلم در اکتبر ۲۰۰۶ بر روی اچ‌دی دی‌وی‌دی منتشر شد. این نسخه تمام مستندهای پشت صحنه موجود در نسخه دو دیسکی دی‌وی‌دی را شامل می‌شد. همچنین ویژگی‌های جدیدی به این نسخه اضافه شد، از جمله: یک تفسیر صوتی توسط تیم برتون، یک ترک صوتی اختصاصی برای موسیقی، یک «کلاب ریل» و تجربه‌ای درون‌فیلمی به نام «تلویزیون شکلات» که شامل حقایق جالب و مصاحبه‌هایی بود که در طول فیلم روی صفحه نمایش داده می‌شد. نسخه بلوری این فیلم در اکتبر ۲۰۱۱ عرضه شد و سپس نسخه دهمین سالگرد بلوری در مارس ۲۰۱۵ منتشر شد. هر دو نسخه شامل همان ویژگی‌های اضافی نسخه اچ‌دی دی‌وی‌دی بودند، با این تفاوت که نسخه سالگرد یک بازنگری شخصی توسط تیم برتون و یک کتاب عکس را نیز اضافه کرده بود.

## جوایز
این فیلم کاندیدای ۱ اسکار (کاندیدای اسکار بهترین طراحی لباس) در سال ۲۰۰۶ شد.